# Єлизаветівка (станція)
Єлизаве́тівка — проміжна залізнична станція Запорізької дирекції Придніпровської залізниці на неелектрифікованій лінії Верхній Токмак I — Бердянськ між станціями Нельгівка (14 км) та Трояни (21 км). Розташована за 1 км від селища Єлизаветівка Бердянського району Запорізької області.

## Пасажирське сполучення
До 24 лютого 2022 року на станції Єлизаветівка зупинялися поїзди далекого сполучення:
| Рух поїздів по станції Єлизаветівка (до 24.02.2022) |                              |                                   |
| №                                                   | Маршрут сполучення           | Періодичність курсування          |
| Приміське сполучення                                |                              |                                   |
| 6842/6841                                           | Бердянськ — Запоріжжя II     | Скасований з 18 березня 2020 року |
| 6852/6851                                           | Запоріжжя I — Бердянськ      | Скасований з 18 березня 2020 року |
| 6850/6849                                           | Бердянськ — Запоріжжя II     | Скасований з 18 березня 2020 року |
| 6844/6843                                           | Запоріжжя II — Бердянськ     | Скасований з 18 березня 2020 року |
| Далеке сполучення                                   |                              |                                   |
| 115                                                 | Київ — Запоріжжя — Бердянськ | Щоденно, з 26 березня 2018        |
| 116                                                 | Бердянськ — Запоріжжя — Київ | Щоденно, з 26 березня 2018        |